# Opiano de Apamea
Opiano de Apamea, también conocido como Opiano de Siria, (Ὀππιανός), vivió en Siria, provincia romana, a principios del siglo II d. C., durante el reinado de Marco Aurelio Es autor de un poema didáctico sobre la caza titulado Cinegética (Κυνηγετικά). A menudo se le ha confundido con Opiano de Anabarza, autor de un libro sobre la pesca.

## Biografía
La confusión entre los dos Opianos se remonta a la Antigüedad, por lo que cabe preguntarse si conocemos el nombre real de este autor. Pero parece cierto que Opiano de Apamea conocía la obra de su homónimo. Hoy en día se le conoce como «Pseudo-Opiano».
La dedicación de su obra a Caracalla (que estuvo en la región entre el 215 y el año de su muerte, 217) permite una cierta precisión cronológica.
Vivió en Apamea; ciudad al sureste de Antioquía, que era entonces un gran centro intelectual, de la que solo quedan restos importantes.

## Obra

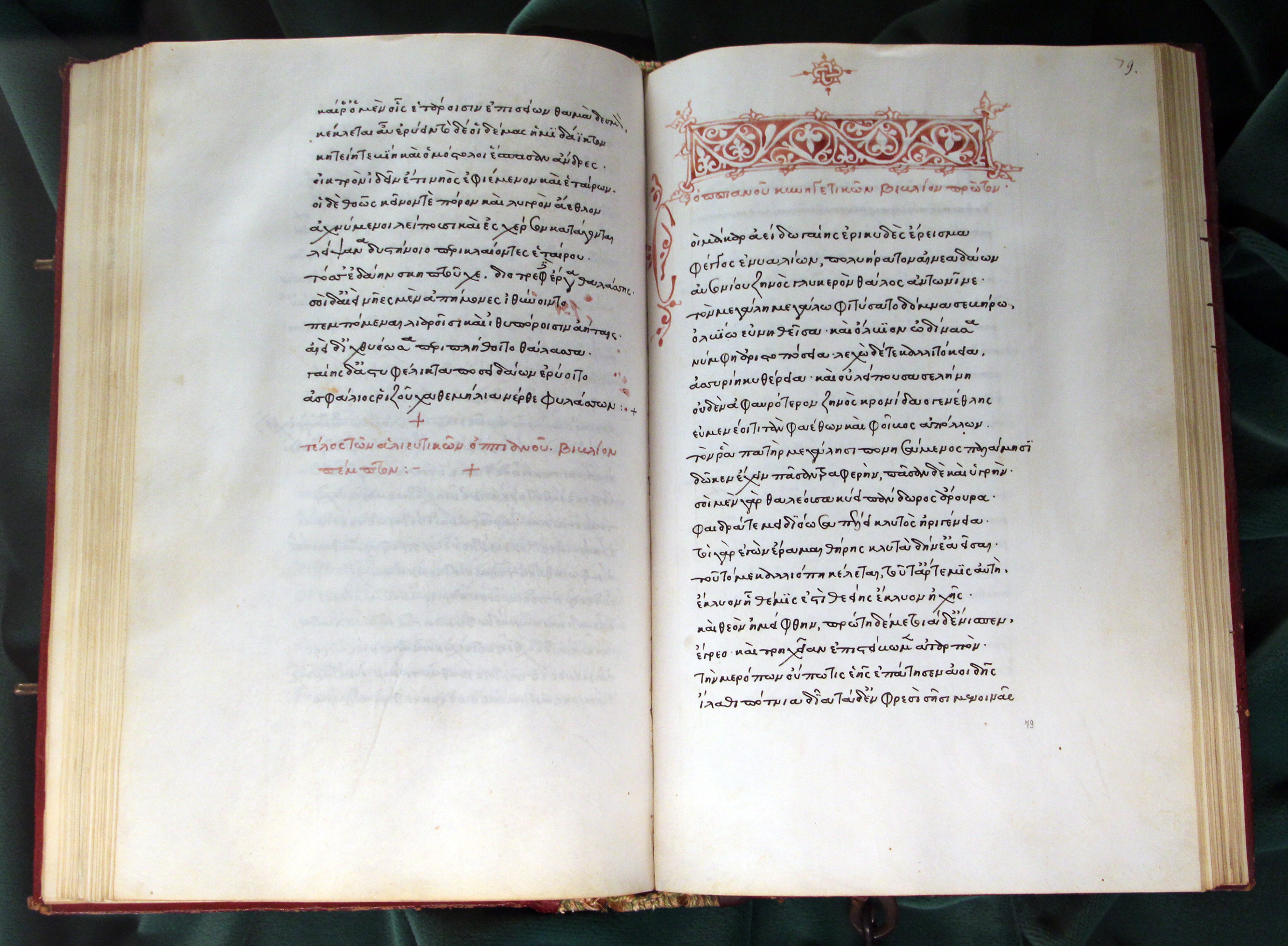
Íncipit de Cinegética en un manuscrito veneciano de circa 1470 (Biblioteca Medicea Laurenziana, pluteo 86.21.

Su obra se llama La Cinegética, título que también llevan otras obras. Se presenta como un poema de 2042 o 2144 hexámetros, dividida en cuatro o cinco canciones. Si había una quinta canción, está perdida; la cuarta canción está incompleta.
Cada una de las cuatro canciones conocidas comienza con un preámbulo y cuenta entre 453 y 628 versos.
1. . 538 versos. El cazador ideal, equipo, perros de caza, caballos.[2]
2. . 628 versos. Animales cazados: bisonte, muflón, órix, etc.[3]
3. . 525 versos. 3. Felinos (leones y panteras) que el emperador recibió como regalo y otros animales exóticos: jirafa, icneumón, camello, avestruz...[4]
4. . 453 versos. Técnicas: redes, armas...[5]

Además de los aspectos técnicos de la caza, el autor hace un repaso frecuente de la mitología, la filosofía y las ciencias naturales.
Esta obra ha sido bien difundida, como lo demuestra el número de manuscritos, pero hoy en día parece ser una colección de afirmaciones fantasiosas. El autor afirma así que los elefantes están dotados de habla (aunque ésta es solo una fórmula poética para describir su inteligencia). Escribe que los rinocerontes tienen un solo sexo, el macho y la hembra no existen en esta especie. Que la leona da a luz a cinco leones jóvenes durante su primera camada, cuatro en su segunda camada, luego tres, luego dos y finalmente sólo uno. Que la osa da a luz a oseznos deformes, que es su madre quien, al lamerlos, les da la apariencia de un oso de peluche. Que un tambor hecho de piel de cordero permanece en silencio si un tambor hecho de piel de lobo es golpeado cerca de él...
También a este Opiano debemos el poema sobre la caza con el muérdago, es decir el Ixeutikà, en 3 libros, de los cuales queda una paráfrasis en prosa compuesta por un cierto Eutecnio de la época medieval.